# Мороз Леонід Васильович
Мороз Леонід Васильович (нар. 1 серпня 1956 року; Ківерцівський район Волинської області) — український фахівець у галузі автоматики й телемеханіки, доктор технічних наук, професор кафедри безпеки інформаційних технологій Інституту комп'ютерних технологій, автоматики та метрології Національного університету «Львівська політехніка».

## Біографія
Народився 1 серпня 1956 року на Волині.
У 1973—1978 роках навчався у Львівському політехнічному інституті, спеціальність «Автоматика та телемеханіка».
З 1978 по 1980 рік працював у НВО «Система».
У 1980—1983 роках — аспірантура у Львівському політехнічному інституті, 1985 — захистив кандидатську дисертацію.
Від 1985 по 2006 рік праював на кафедрі автоматики та телемеханіки, у 2006—2010 — на кафедрі захисту інформації Інституту комп'ютерних технологій автоматики та метрології.
У 1993 році отримав вчене звання «доцент».
З 2010 — кафедра безпеки інформаційних технологій, у 2016 році став професором кафедри.
У 2013 році захистив докторську дисертацію на тему: «Теорія та швидкодіючі апаратно-програмні засоби ітераційних методів обчислення функцій».

## Науковий доробок
Основний напрям наукових досліджень — ітераційні методи та засоби обчислення елементарних функцій.

## Основні публікації
1. Число-імпульсні функціональні перетворювачі з імпульсними зворотними зв'язками: монографія / Валерій Богданович Дудикевич, Володимир Миколайович Максимович, Леонід Васильович Мороз; В.о. Нац. ун-т «Львівська політехніка». — Львів : Вид-во Львівської політехніки, 2011. — 241 с. — ISBN 6-17-607077-1.
2. Мороз Л. В. Ітераційні формули для CORDIC-методу / Л. В. Мороз// Збірник наукових праць Української академії друкарства «Комп'ютерні технології друкарства». 2012. — № 28. — С. 111—120.
3. Борецький Т. Реалізація класичного та адаптивного CORDIC-методу на платформі ІА32 / Т. Борецький, Л. Мороз // Збірник наукових праць Української академії друкарства «Комп'ютерні технології друкарства». 2012. — № 28. — С. 123-32.
4. Leonid Moroz, Jan L. Cieśliński, Marta Stakhiv, and Volodymyr Maksymovych / A comparison of standard one-step DDA circular interpolators with a new cheap two-step algorithm // Modelling and Simulation in Engineering.Volume 2014, Article ID 916539, 6 pages, 2014.
5. Leonid Moroz, Shinobu Nagayama, Taras Mykytiv, Ihor Kirenko, Taras Boretskyy / "Simple Hybrid Scaling-Free CORDIC Solution for FPGAs " // International Journal of Reconfigurable Computing, vol. 2014, Article ID 615472, 4 pages, 2014.
6. Мороз Л. В. Адаптивний CORDIC—метод обчислення деяких функцій/ Л. В. Мороз // Збірник наукових праць Української академії друкарства «Комп'ютерні технології друкарства». 2010. — № 24. — С. 101—106.
7. Л. В. Мороз, Я. І. Грабовський, Т. М. Микитів, Т. Р. Борецький, Ю. М. Костів, С. С. Войтусік / Швидкодіючий гібридний CORDIC-обчислювач тригонометричних функцій // Науковий вісник НЛТУ України. — 2014. — Вип. 24.8, с. 352—357.